# Landkreis Aschersleben-Staßfurt
Landkreis Aschersleben-Staßfurt is een voormalig district (Landkreis) in de Duitse deelstaat Saksen-Anhalt. Het had een oppervlakte van 654,69 km² en een inwoneraantal van 96.347 (31 mei 2005).

## Steden
De volgende steden lagen in het district:
- Falkenstein/Harz
- Aschersleben
- Hecklingen
- Staßfurt